# クリス・レイサム (野球)
クリストファー・ジョセフ・レイサム（Christopher Joseph "Chris" Latham , 1973年5月26日 - ）は、アメリカ合衆国アイダホ州出身の元プロ野球選手（外野手）。

## 経歴

### MLB時代
ネバダ州ヘンダーソンのベーシック高校で野球選手として活躍し、1991年に11巡目全体300番目でロサンゼルス・ドジャースからドラフト指名。マイナーリーグノースウェストリーグのヤキーマ・ベアーズで才能を開花させ、打率.340の球団記録をマーク。同リーグのオールスターにも選ばれ、クラブの有望株として注目を浴びる存在となった。
メジャーリーグ選手会が1994年末にストライキを行った際に、オーナー側から代替選手として選ばれ、オープン戦に参戦。形式的にはスト破りとなり、現在でも選手会加盟を認められていない選手のうちの一人である。
1995年10月30日には、ドジャースがケビン・タパーニとマーク・ガスリーの両投手を獲得した際の「後日指名選手」に指名され、ロン・クーマー、グレッグ・ハンセル、ホセ・パーラと共にミネソタ・ツインズに移籍。レイサムのメジャーデビュー戦は1997年4月12日のカンザスシティ・ロイヤルズ戦であり、トッド・ウォーカーの代走として出場。その後3シーズンをツインズで過ごすが、メジャーに定着できず、1999年12月7日にコロラド・ロッキーズへトレードに出される。
レイサムは2000年シーズンのほとんどをAAA級で過ごし、マイナーリーグフリーエージェントとしてトロント・ブルージェイズと契約。2001年は彼のメジャー生活において最良のシーズンとなり、73打席で打率.274を記録したものの、2002年には1シーズンをAAA級で過ごし、2003年ニューヨーク・ヤンキースに移籍した。
松井秀喜が移籍したことで、当時外野手層に不安のあった読売ジャイアンツが、松井の移籍先であり業務提携を結んだヤンキースに対し外野手の獲得を要望すると、ヤンキースはレイサムを自由契約とする。2003年4月29日に巨人と1年契約を結び5月11日に来日。

### 巨人時代
2003年5月13日に1軍初出場、5月15日に先発初出場、初安打。6月17日来日初ホームラン初打点。8月10日1試合2ホームラン。8月14日、8月20日にはそれぞれ決勝ホームランを記録。9月3日サヨナラ逆転2ラン。最終的にこの年29安打、17打点、7本塁打、打率.221。
2003年オフには解雇もあると見られていたが新監督となった堀内恒夫の方針もあり残留。しかし、2004年は1軍昇格は一度も無く、10月19日に自由契約となりそのまま退団となった。

### 巨人退団後
2005年は独立リーグに所属し、ワールドカップのアメリカ代表に選ばれた。2006年はメキシカンリーグに、2007年は独立リーグウィニペグ・ゴールドアイズでプレーをした。

## 人物
- 2004年のキャンプ・オープン戦の間だけではあったがタフィ・ローズが可愛がっていた。
- 2004年オープン戦、巨人監督から野球解説者に転じた原辰徳が、「まあ・・・この選手も最初は『メジャーを変える選手』なんて呼ばれていたんですよ」などと解説席から凡退したレイサムにエールを送ってはいたが、その間苦笑いも止められなかった。
- 非常に礼儀正しい人物で、ファンにサインを求められても気軽に応じていた。

### アウトカウント勘違い事件
2003年5月21日、福岡ドームで行われたヤクルトスワローズ戦で『アウトカウント勘違い事件』を起こした。
1-0で巨人がリードしていた6回表、1死走者一・二塁でヤクルトの攻撃中、レイサムは鈴木健のレフトフライを取った後に、アウトカウントを間違えて3アウトだと勘違いし、ボールをスタンドに投げ入れた。このプレーにより二塁走者には2個の安全進塁権が与えられ（野球規則7.05g(1)）、ヤクルトは同点に追いつき、先発投手の高橋尚成は完封を逃した。試合は直後に高橋由伸の本塁打により勝ち越し、2-1で巨人が勝利している。

## 詳細情報

### 年度別打撃成績
| 年 度    | 球 団    | 試 合 | 打 席 | 打 数 | 得 点 | 安 打 | 二 塁 打 | 三 塁 打 | 本 塁 打 | 塁 打 | 打 点 | 盗 塁 | 盗 塁 死 | 犠 打 | 犠 飛 | 四 球 | 敬 遠 | 死 球 | 三 振 | 併 殺 打 | 打 率 | 出 塁 率 | 長 打 率 | O P S |
| -------- | -------- | ----- | ----- | ----- | ----- | ----- | -------- | -------- | -------- | ----- | ----- | ----- | -------- | ----- | ----- | ----- | ----- | ----- | ----- | -------- | ----- | -------- | -------- | ----- |
| 1997     | MIN      | 15    | 22    | 22    | 4     | 4     | 1        | 0        | 0        | 5     | 1     | 0     | 0        | 0     | 0     | 0     | 0     | 0     | 8     | 0        | .182  | .182     | .227     | .409  |
| 1998     | MIN      | 34    | 108   | 94    | 14    | 15    | 1        | 0        | 1        | 19    | 5     | 4     | 2        | 1     | 0     | 13    | 0     | 0     | 36    | 0        | .160  | .262     | .202     | .464  |
| 1999     | MIN      | 14    | 24    | 22    | 1     | 2     | 0        | 0        | 0        | 2     | 3     | 0     | 0        | 0     | 2     | 0     | 0     | 0     | 13    | 0        | .091  | .083     | .091     | .174  |
| 2001     | TOR      | 43    | 84    | 73    | 12    | 20    | 3        | 1        | 2        | 31    | 10    | 4     | 1        | 0     | 0     | 10    | 1     | 1     | 28    | 1        | .274  | .369     | .425     | .794  |
| 2003     | NYY      | 4     | 2     | 2     | 3     | 2     | 0        | 0        | 0        | 2     | 0     | 1     | 0        | 0     | 0     | 0     | 0     | 0     | 0     | 0        | 1.000 | 1.000    | 1.000    | 2.000 |
| 2003     | 巨人     | 60    | 146   | 131   | 21    | 29    | 6        | 1        | 7        | 58    | 17    | 4     | 2        | 0     | 0     | 14    | 1     | 1     | 59    | 0        | .221  | .301     | .443     | .744  |
| MLB：5年 | MLB：5年 | 110   | 240   | 213   | 34    | 43    | 5        | 1        | 3        | 59    | 19    | 9     | 3        | 1     | 2     | 23    | 1     | 1     | 85    | 1        | .202  | .280     | .277     | .557  |
| NPB：1年 | NPB：1年 | 60    | 146   | 131   | 21    | 29    | 6        | 1        | 7        | 58    | 17    | 4     | 2        | 0     | 0     | 14    | 1     | 1     | 59    | 0        | .221  | .301     | .443     | .744  |

### 記録
NPB
- 初出場：2003年5月13日、対横浜ベイスターズ6回戦（東京ドーム）、6回裏に清原和博の代打で出場
- 初打席：同上、6回裏に木塚敦志の前に見逃し三振
- 初先発出場：2003年5月15日、対横浜ベイスターズ8回戦（東京ドーム）、7番・右翼手で先発出場
- 初安打：同上、6回裏に田﨑昌弘から左前安打
- 初本塁打・初打点：2003年6月17日、対広島東洋カープ11回戦（札幌ドーム）、7回裏に西川慎一から右越ソロ
- 初盗塁：2003年8月21日、対横浜ベイスターズ26回戦（東京ドーム）、6回裏に二盗（投手：福盛和男、捕手：中村武志）

### 背番号
- 59（1997年）
- 28（1998年 - 1999年）
- 27（2001年）
- 28（2003年途中）
- 31（2003年途中 - 2004年）